# San-marinesische Streitkräfte

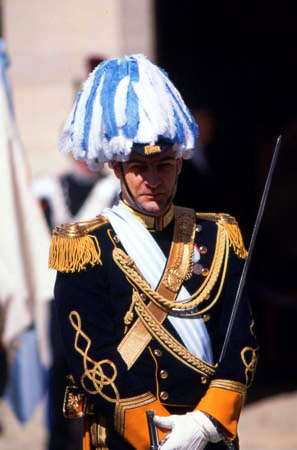
Wache der Guardia del Consiglio Grande e Generale

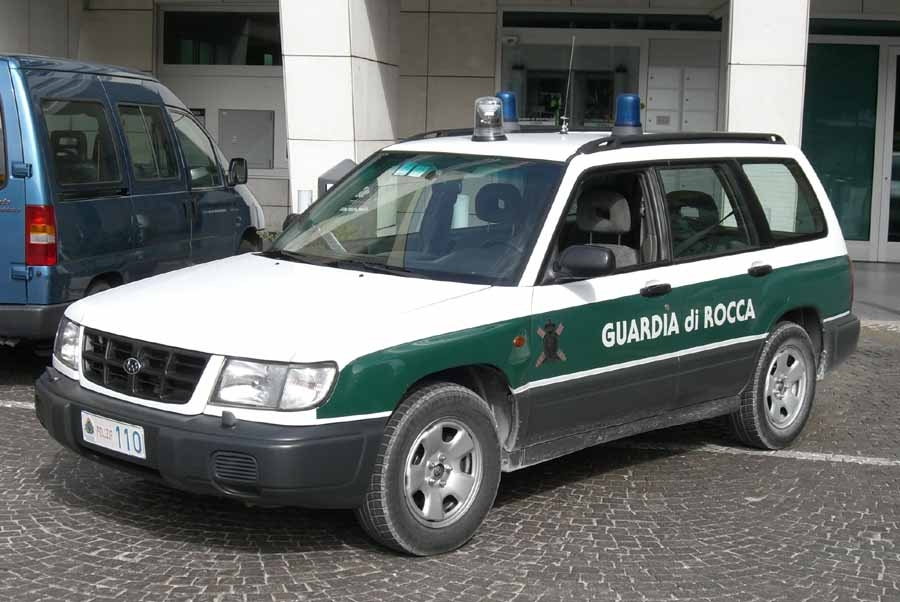
Fahrzeug der Guardia di Rocca

Die San-marinesischen Streitkräfte (italienisch Forze Armate Sammarinesi) sind die Armee des Staates San Marino. Da im Kriegsfall Italien die Verteidigung garantiert, werden die Streitkräfte zur Symbolisierung der Unabhängigkeit unterhalten.

## Gliederung
Die Streitkräfte gliedern sich in:
- Comando Superiore delle Milizie (Oberkommando)
- Compagnia Uniformata delle Milizie (Reguläre Streitkräfte/Milizeneinheit): nimmt an den offiziellen Zeremonien teil und leistet Unterstützung beim Ordnungsdienst zu besonderen Anlässen.
  - Banda Militare (Militärkapelle)
- Guardia del Consiglio / Guardia d’Onore (Wache des Großrats / Ehrengarde): Leibwachen der Capitani Reggenti und des Parlaments sowie Ehrendienst an Nationalfeiertagen. Militäreinheit mit überwiegend repräsentativen Aufgaben.
- Guardia di Rocca (Festungswache): erledigt Aufgaben gerichtlicher Polizei, überwacht die Staatsgrenzen mit Aufträgen der Zollbehörden und verantwortet die elektronische Überwachung des Frachttransits. Alle Waren, die das Gebiet der Republik durchqueren, müssen von den Militärs entweder persönlich oder elektronisch kontrolliert werden. Zusätzlich überwacht die Guardia di rocca den Regierungspalast, den Sitz des Großrats und der Capitani Reggenti.
  - Compagnia di Artiglieria (Artillerieeinheit)
- Gendarmeria (Gendarmerie): Polizeieinheit zum Schutz der öffentlichen Ordnung; sie erhält Aufträge im Bereich der öffentlichen Sicherheit, des gerichtlichen Polizeidienstes, bei Ermittlungen und bei der Bekämpfung des Drogenhandels; sie untersteht bei allen anderen Aufträgen der Justiz und dem Außenministerium.
- Corpo della Polizia Civile (Polizeikorps): Zivile Polizeieinheit. Aufgaben bei Aufsicht, Schutz und Gefahrenabwehr im Handel, Tourismus, bei der Steuereinnahme und im Straßenverkehr.
- National Central Bureau – Interpol (Die Nationale Zentralbehörde – Interpol): Soll die Zusammenarbeit zwischen den Polizeibehörden von San Marino und denen aus anderen Mitgliedstaaten von Interpol fördern.[1]

## Wehrpflicht
Es besteht keine Wehrpflicht, aber alle Bürger zwischen 18 und 60 Jahren können im Notfall einberufen werden.

## Militärausgaben
Die Gesamtausgaben zur Verteidigung betrugen 2001 ca. 7,775 Mio. US-Dollar. Im Jahr 2012 betrugen die Gesamtausgaben 10,7 Mio. US-Dollar.